# Gastón Taborga
Gastón Alberto Taborga (Cochabamba, 11 november 1960) is een Boliviaans voormalig voetballer, die speelde als aanvaller. Hij beëindigde zijn actieve loopbaan in 1995 bij de Boliviaanse club Club Jorge Wilstermann.

## Clubcarrière
Taborga begon zijn professionele loopbaan in 1976 bij Club Jorge Wilstermann en kwam daarnaast uit voor de Boliviaanse topclub Club Blooming.

## Interlandcarrière
Taborga speelde in totaal 17 officiële interlands voor Bolivia in de periode 1980-1987 en scoorde twee keer voor La Verde. Onder leiding van bondscoach Ramiro Blacutt maakte hij zijn debuut op 26 augustus 1980 in de vriendschappelijke thuiswedstrijd tegen Paraguay (1-1). Hij nam met zijn vaderland deel aan de strijd om de Copa América 1987.

## Erelijst
Club Jorge Wilstermann
- Liga de Boliviano

1980, 1981
 Club Blooming
- Liga de Boliviano

1984